# Oscar Tuazon
Oscar Tuazon (* 1975 in Seattle) ist ein US-amerikanischer Installationskünstler und Bildhauer, der in Los Angeles lebt.

## Leben und Werk
Tuazon studierte am Deep Springs College, der Cooper Union und war Teilnehmer des Whitney Independent Study Programs.
Die raumgreifenden Konstruktionen von Oscar Tuazon befinden sich auf der Schnittstelle zwischen Skulptur, Architektur und Design. Häufig verwendete Materialien sind Holz, Metall, Stein und Beton. Tuazon selbst arbeitet häufig vor Ort physisch mit Arbeitern und Spezialisten zusammen an der Realisierung seiner Werke.

## Ausstellungen (Auswahl)

### Einzelausstellungen
- 2007: Oscar Tuazon - Where I lived, and what I lived for, Palais de Tokyo, Paris
- 2008: Kodiak (with Eli Hansen), Seattle Art Museum, Seattle
- 2009: Another Nameless Venture Gone Wrong, Haugar Vestfold Kunstmuseum, Tønsberg
- 2009: That’s Not Made For That, David Roberts Foundation, London
- 2009: Against Nature, Künstlerhaus Stuttgart, Stuttgart
- 2009: Bend It Till It Breaks, Centre international d'art et du paysage, Île de Vassivière, Beaumont-du-Lac
- 2010: One of My Best Comes, Parc St Leger - Centre d'Art Contemporaine, Pougues-les-Eaux
- 2010: Oscar Tuazon, Kunsthalle Bern, Bern
- 2010: My Mistake, ICA – Institute of Contemporary Art, London
- 2011: Die, The Power Station, Dallas
- 2012: People, Public Art Fund, New York
- 2012: Oscar Tuazon, Centre d'édition contemporaine, Genf
- 2012: Scott Burton, by Oscar Tuazon, Fondazione Giuliani, Rom
- 2013: Spasms of Misuse, Schinkel Pavillon, Berlin
- 2013: Sensory Spaces 1, Museum Boijmans Van Beuningen, Rotterdam
- 2014: Alone in an empty room, Museum Ludwig, Köln
- 2015: Studio, Le Consortium, Dijon
- 2016: Hammer Project: Oscar Tuazon, Hammer Museum, Los Angeles
- 2016: Un Pont, Nouveaux Commanditaires - Fondation de France, Belfort
- 2019: Oscar Tuazon: Water School, Eli and Edythe Broad Art Museum, Michigan State University, East Lansing
- 2019: Oscar Tuazon: Collaborator, Bellevue Arts Museum, Bellevue
- 2019: Aspen Art Museum, Aspen
- 2021: Bienal de São Paulo, Parque Ibirapuera, São Paulo
- 2023: Building, Kunst Museum Winterthur, Winterthur
- 2023: Water School, Kunsthalle Bergen, Bergen
- 2023: Was wir brauchen, Kunsthalle Bielefeld, Bielefeld
- 2024: Words for Water, fjk3 – Raum für zeitgenössische Kunst, Wien

### Gruppenausstellungen
- 2001: Building Codes, Lower East Side Tenement Museum, New York
- 2001: Landlords Instant Cash!, P.S.1 Center for Contemporary Art, New York
- 2001: Programmable City, Storefront for Art and Architecture, New York
- 2002: Museum of the White Man, New York and Suquamish
- 2002: Coming Soon, Whitney Independent Study Program, New York
- 2003: Inscribing the Temporal, Kunsthalle Exnergasse, Wien
- 2003: City Without a Ghetto, Artists Space, New York
- 2003: Between the Lines, with Gardar Eide Einarsson, Apex Art, New York
- 2003: Totally Motivated, with Gardar Eide Einarsson, Kunstverein München, München
- 2003: Whitney Independent Study Program, with Bea Schlingelhoff, New York
- 2003: Deathtime, 27 Canal, New York
- 2003: Float, Socrates Sculpture Park, New York
- 2003: 24/7, CAC, Vilnius
- 2003: Wight Biennial, with Richard Fischbeck, UCLA, Los Angeles
- 2004: The Subsidized Landscape, The Center for Architecture, New York
- 2004: Urban Renewal: City Without a Ghetto, Princeton School of Architecture, Princeton / Temporary Services, Chicago
- 2004: Our Mirror, Lower Manhattan Cultural Council, New York
- 2004: Adaptations, Kunsthalle Fridericianum, Kassel
- 2004: Human, Fucking Human, Lofoten International Art Festival, Bergen
- 2004: Xtreme Houses, Lothringer13, Munich, / Halle 14, Leipzig
- 2004: Slouching Towards Bethlehem, The Project, New York
- 2005: Bridges, University of Colorado, Denver
- 2005: Baroque Geode, Sundown Salon, Los Angeles
- 2005: Secret Room, Kanazawa
- 2006: Metronome no. 10, Portland Institute for Contemporary Art, Portland
- 2006: for Death, Halle 14, Leipzig
- 2006: An Open Operation, Edinburgh College of Art, Edinburgh
- 2006: Down By Law, Whitney Biennial, Whitney Museum of American Art, New York
- 2007: Documenta 12 Magazine Projects, under the auspices of Metronome, Kassel
- 2007: A Town (Not a City), Kunsthalle St. Gallen, St. Gallen
- 2008: Contemporary Northwest Art Awards, Reed College, Portland
- 2008: Sack of Bones (Los Angeles), Peres Projects, Los Angeles
- 2008: Sommerakademie, Zentrum Paul Klee, Bern
- 2008: Degrees of Remove: Landscape and Affect, Sculpture Center, Long Island
- 2008: Alex Hubbard and Oscar Tuazon, Contemporary Art Museum St. Louis, Saint Louis
- 2009: L’image Cabrée, 11? Prix Fondation d’entreprise Ricard, Fondation d’entreprise Ricard, Paris
- 2009: Use It For What It’s Used For (with Eli Hansen), Temporary Sculpture Park, Lower Manhattan Cultural Council, New York
- 2009: Utopie et Quotidiennete, Centre d’Art Contemporain Genève, Genf
- 2009: LMCC Sculpture Park, New York
- 2010: Les Sculptures Meurent Aussi, La Kunsthalle Mulhouse, Mulhouse
- 2010: Mutinity Seemed a Probability, Fondazione Giuliani, Rom
- 2010: Perpetual Battles, Baibakov Art Foundation, Moskau
- 2010: Rehabilitation, WIELS Center for Contemporary Art, Brüssel
- 2010: Dynasty, Palais de Tokyo / Musée d’Art Moderne de la Ville de Paris, Paris
- 2010: Displaced Fractures – Über die Bruchlinien in Architekturen und ihren Körpern, Migros Museum für Gegenwartskunst, Zürich
- 2011: Art In The City, Art Brussels, Brüssel
- 2011: Dystopia, CAPC Bordeaux, Bordeaux
- 2011: After Images (curated by Fionn Meade), Musée Juif de Belgique, Brüssel
- 2011: ILLUMInations (curated by Bice Curiger), 54th International Art Exhibition – La Biennale di Venezia, Venedig
- 2011: The Language of Less, Museum of Contemporary Art, Chicago
- 2012: Whitney Biennial 2012, Whitney Museum of American Art, New York
- 2012: Heart in Hand, Swiss Institute, New York
- 2012: Art and the City, Ein Festival für Kunst im öffentlichen Raum, Zürich
- 2012: Deftig Barock, Von Cattelan bs Zurbaràn, Manifeste des prekär Vitalen, Kunsthaus Zürich, Zürich
- 2012: Alone Together, Rubell Family Collection, Miami
- 2014: BLACK EARTH, Andreas Fogarasi / Oscar Tuazon, MAK Center Los Angeles, Los Angeles
- 2015: Sculptures also die, Centre for Contemporary Culture Strozzina, Florenz
- 2015: Andy Warhol sul comò, Museo d’Arte Contemporanea di Villa Croce, Genua
- 2016: PLATFORM 15: Oscar Tuazon, deCordova Sculpture Park and Museum, Lincoln
- 2017: Urban Planning: Art and the City 1967–2017, Contemporary Art Museum St. Louis, St. Louis
- 2017: Unpacking: The Marciano Collection, Marciano Art Foundation, Los Angeles
- 2017: The Transported Man, Broad Art Museum, Michigan State University, East Lansing
- 2017: Skulptur Projekte Münster, Münster
- 2017: Indian Water: The Native American Pavilion, 57th Venice Biennale, Garden of Ca’ Bembo, University of Venice, Venedig
- 2017: La vie simple—Simplement la vie / Songs of Alienation, Fondation Vincent Van Gogh Arles, Arles
- 2018: Sculpture Garden Biennale, Parc des Eaux-Vives, Genf
- 2018: Odradek, Malmö Konsthall, Malmö
- 2018: Joe Bradley, Oscar Tuazon, Michael Williams, Brant Foundation Art Study Center, Greenwich
- 2018: Aspen Art Museum, Aspen
- 2018: Jay DeFeo: The Ripple Effect, Le Consortium, Dijon
- 2018: Collection on Display: Oscar Tuazon, Banks Violette, Migros Museum für Gegenwartskunst, Zürich
- 2018: The Artist is Present, Yuz Museum, Shanghai
- 2019: Sperm Cult, LAXART, Los Angeles
- 2019: Lost Without Your Rhythm, Aspen Art Museum, Aspen
- 2019: ...and other such stories, 2019 Chicago Architecture Biennial, Chicago Cultural Center, Chicago
- 2021: Though it’s dark, still I sing, 34th Bienal de São Paulo, São Paulo
- 2022: Land Art: Expanding the Atlas, Nevada Museum of Art, Reno
- 2023: Nature Doesn’t Know About Us, 2022 Sculpture Milwaukee, Milwaukee
- 2024: Ocean Space (in partnership with Olson Kundig architects), Biennale, Venedig
- 2025: For What it´s Worth, ZAZ Bellerive - Zentrum Architektur Zürich, Zürich
- 2025: Something in Water (curated by Oscar Tuazon), MAXXI – Museo nazionale delle arti del XXI secolo, Rom